# Mecanossensibilização
A mecanossensibilização é a transdução de estímulos mecânicos em sinais neurais. A mecanossensibilização fornece a base para os sentidos do toque leve, audição, propriocepção e dor. Os mecanorreceptores encontrados na pele, chamados mecanorreceptores cutâneos, são responsáveis pelo sentido do tato. Pequenas células no ouvido interno, chamadas células ciliadas, são responsáveis pela audição e pelo equilíbrio. Estados de dor neuropática, como hiperalgesia e alodinia, também estão diretamente relacionados à mecanossensibilização. Uma ampla gama de elementos está envolvida no processo de mecanossensibilização, muitos dos quais ainda não são totalmente compreendidos.

## Antenas celulares
Dentro das disciplinas biológicas e médicas, descobertas recentes[carece de fontes?] que os cílios primários em muitos tipos de células dentro dos eucariotos servem como antenas celulares. Esses cílios desempenham papéis importantes na mecanossensibilização. A compreensão científica atual das organelas dos cílios primários as vê como "antenas celulares sensoriais que coordenam um grande número de vias de sinalização celular, às vezes acoplando a sinalização à motilidade ciliar ou, alternativamente, à divisão e diferenciação celular". Alguns cílios primários em células epiteliais em eucariotos atuam como antenas celulares, fornecendo quimiossensação, termossensação e mecanossensibilização do ambiente extracelular. Esses cílios então desempenham um papel na mediação de sinais de sinalização específicos, incluindo fatores solúveis no ambiente externo da célula, um papel secretor no qual uma proteína solúvel é liberada para ter um efeito a jusante do fluxo de fluido e mediação do fluxo de fluido se os cílios estiverem motis. Algumas células epiteliais são ciliadas e geralmente existem como uma camada de células polarizadas formando um tubo ou túbulo com cílios projetando-se para o lúmen.
Canais de sódio epiteliais (ENaC) que são especificamente expressos ao longo de todo o comprimento dos cílios aparentemente servem como sensores que regulam o nível de fluido ao redor dos cílios.
Exemplos importantes incluem cílios móveis. Um resumo de alto nível de abstração é que, "de fato, o cílio é uma máquina biológica composta de talvez mais de seiscentas proteínas em complexos moleculares, muitos dos quais também funcionam independentemente como nanomáquinas". Os domínios de ligação flexível permitem que o domínio da proteína de conexão recrute seus parceiros de ligação e induza alosteria de longo alcance por meio da dinâmica do domínio da proteína. Esse papel sensorial e de sinalização coloca os cílios em um papel central para a manutenção do ambiente celular local e pode ser o motivo pelo qual os defeitos ciliares causam uma gama tão ampla de doenças humanas.